# Platypterygius
Platypterygius es un género de ictiosaurios de la familia Ophthalmosauridae, que vivieron en el Cretácico Inferior en lo que hoy es Australia, Rusia, Estados Unidos, Alemania y posiblemente Nueva Zelanda. Es el género más relacionado con Caypullisaurus y Brachypterygius

## Descubrimiento y especies

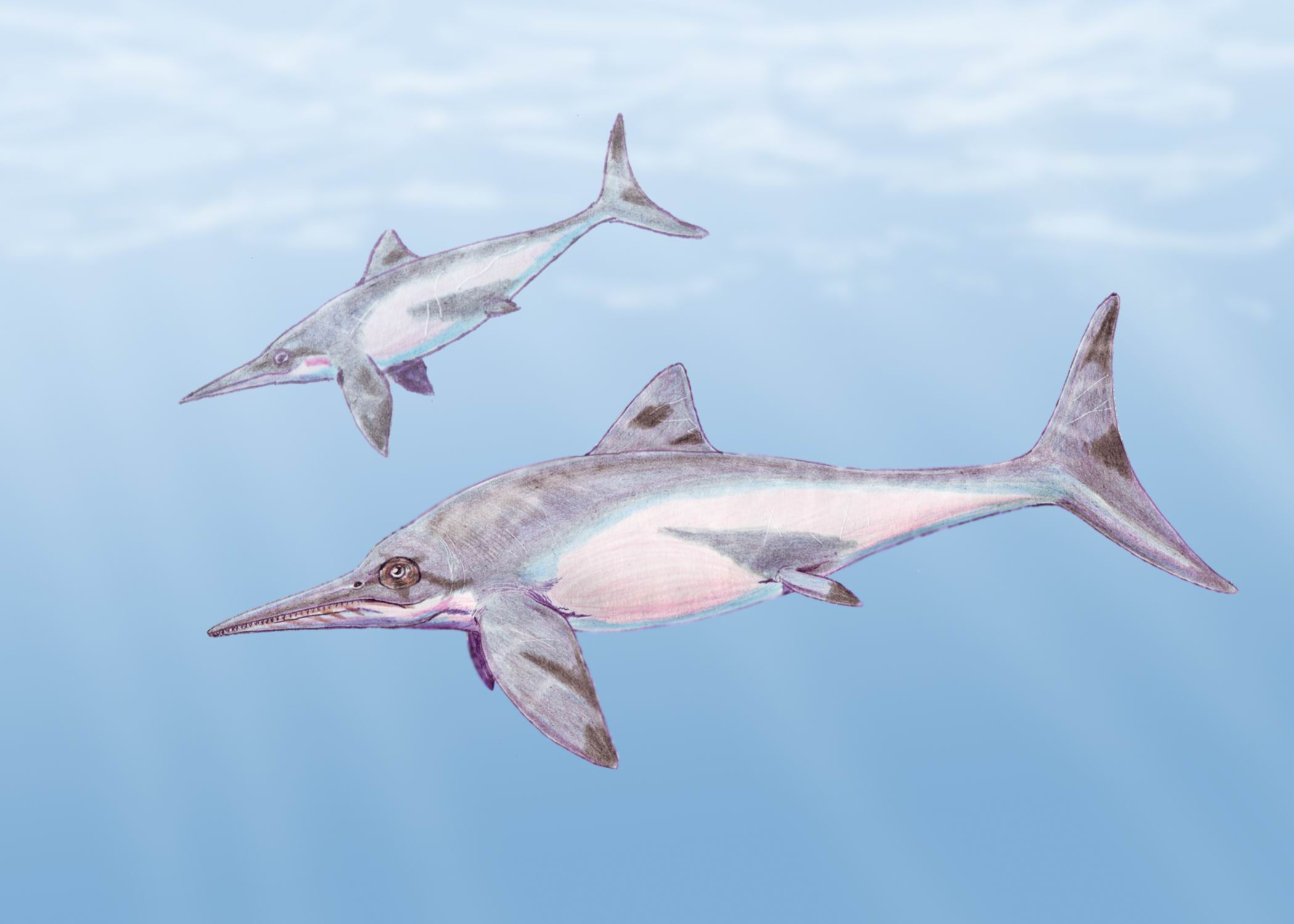
Platypterygius kiprijanovi - Albiano-Cenomaniano de la región de Kursk (Rusia).

Se han descrito varias especies, entre las cuales se encuentran especímenes juveniles, recién nacidos y hembras preñadas. Como los demás ictiosaurios, Platypterygius era vivíparo.
- Platypterygius americanus Nace 1939, McGowan 1972
- Platypterygius platydactylus Broilli, 1907
- Platypterygius kiprijanoffi Romer 1968, McGowan 1972?
- Platypterygius australis McCoy, 1867

A los restos hallados en Australia se le llamó inicialmente Ichthyosaurus australis. Provenían de la formación Toolebuc (Albiense, Cretácico inferior) en el río Flinders y otras localidades del norte y centro de Queensland. En 1990 Wade describió la especie P. longmani para incluir todos los restos descritos previamente como I. australis .

### Especies anteriormente asignadas

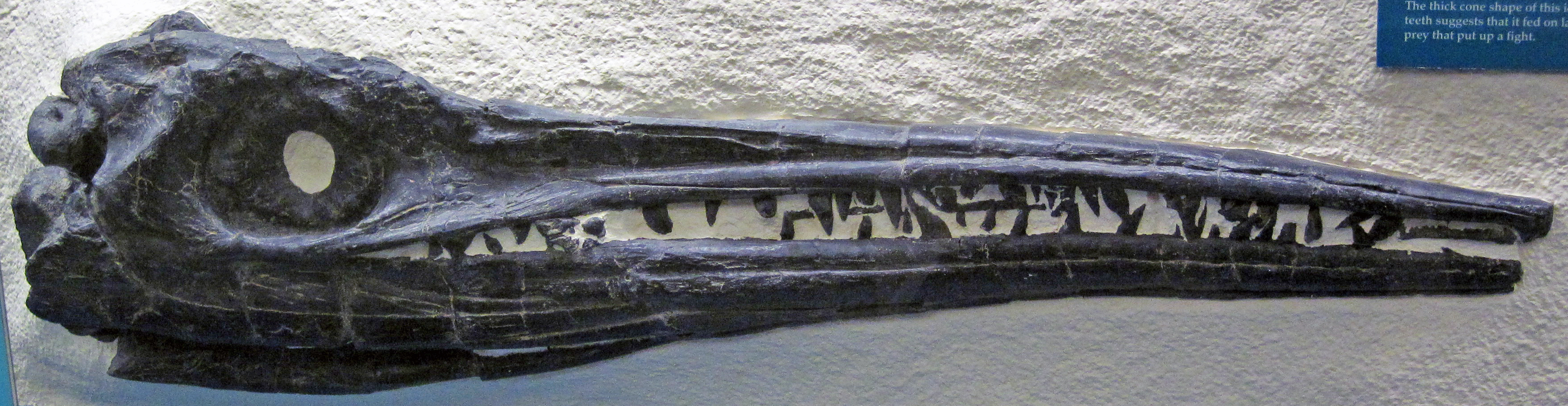
Cráneo de P. sp., Museo Sternberg de Historia Natural.

- Pervushovisaurus bannovkensis Arkhangelsky, 1998[2]
- Pervushovisaurus campylodon Carter, 1846[3]
- Simbirskiasaurus birjukovi Otschev y Efimov, 1985[2]
- Plutoniosaurus bedengensis Efimov, 1997
- Ichthyosaurus steleodon Bogolobov, 1909
- Kyhytysuka sachicarum Cortés et al., 2021 (anteriormente Platypterygius sachicarum Páramo, 1997
- Platypterygius elsuntuoso Páramo-Fonseca, 2024
- Myobradypterygius hauthali von Huene, 1927[4]

## Paleobiología
Platypterygius alcanzaba una longitud de aproximadamente 7 metros. Tenía un hocico largo y cola poderosa provista de aletas. Tenía más dígitos en las aletas anteriores de lo usual para los ictiosaurios. La especie P. australis ha sido hallada con restos de tortugas marinas y aves (Nanantius) en su región intestinal. Varias de las especies atribuidas a este género parecen haber sido ciertamente superdepredadores, especializados en cazar presas proporcionalmente grandes.